# Taganskaja (metrostation Moskou, Tagansko-Krasnopresnenskaja-lijn)
Taganskaja (Russisch: Таганская uitspraakⓘ) is een station aan de Tagansko-Krasnopresnenskaja-lijn van de Moskouse metro.

## Geschiedenis
In 1934 was er al sprake van een Dzjerzjinsko-Taganskaja-lijn die de stations Taganskaja en  Dzerzjinskaja  zou aandoen. In 1937 volgden de eerste voorstellen voor een halve ringlijn langs de zuidkant van het centrum waarin Taganskaja was opgenomen. In 1938 lag er een voorstel voor een Tagansko-Timirjazevskaja-lijn die bij Taganskaja de, al in 1932 geplande,  Rogozjski-Krasnopresnenski-lijn en een lijn tussen Belokamennaja en Zjoezino zou kruisen. Vijf jaar later werd het tracé van de ringlijn vastgesteld, die tussen Taganskaja en Komsomolskaja het tracé van de niet gebouwde lijn tussen Belokamennaja en Zjoezino volgt. Na de Tweede Wereldoorlog werd als eerste begonnen met de bouw van de ringlijn en werden de plannen voor de lijnen 6 en 7 aangepast in respectievelijk de Kaloezjsko-Timirjazevskaja-lijn en de Tagansko-Krasnopresnenskaja-lijn. In 1957 werd besloten om ter hoogte van het Noginplein een overstapstation tussen deze lijnen te bouwen. De bouw begon echter in eerste instantie vanaf de ringlijn naar de buitenwijken en het eerste deel van de Tagansko-Krasnopresnenskaja-lijn, de Zjadanovsko-radius, kreeg bij Taganskaja aansluiting op de ringlijn. Op 31 december 1966 werd de Zjadanovsko-radius met zeven stations geopend tussen Taganskaja en de zuidoostelijke buitenwijken, de verlenging naar het centrum volgde pas begin 1971.
Op 30 december 1979 werd het, in 1938 geplande, knooppunt alsnog voltooid toen de Kalininski-radius, het oostelijke deel van de Rogozjski-Krasnopresnenski-lijn, werd geopend. Het station is genoemd naar de Tagannaja Sloboda, een eind 16e-eeuwse nederzetting net buiten de douanegrens van Moskou die vroeger op de plaats van het Opper-Taganskaplein en Neder-Taganskaplein lag. In 1991 is voorgesteld om het station om te dopen in Kamenstjiki.

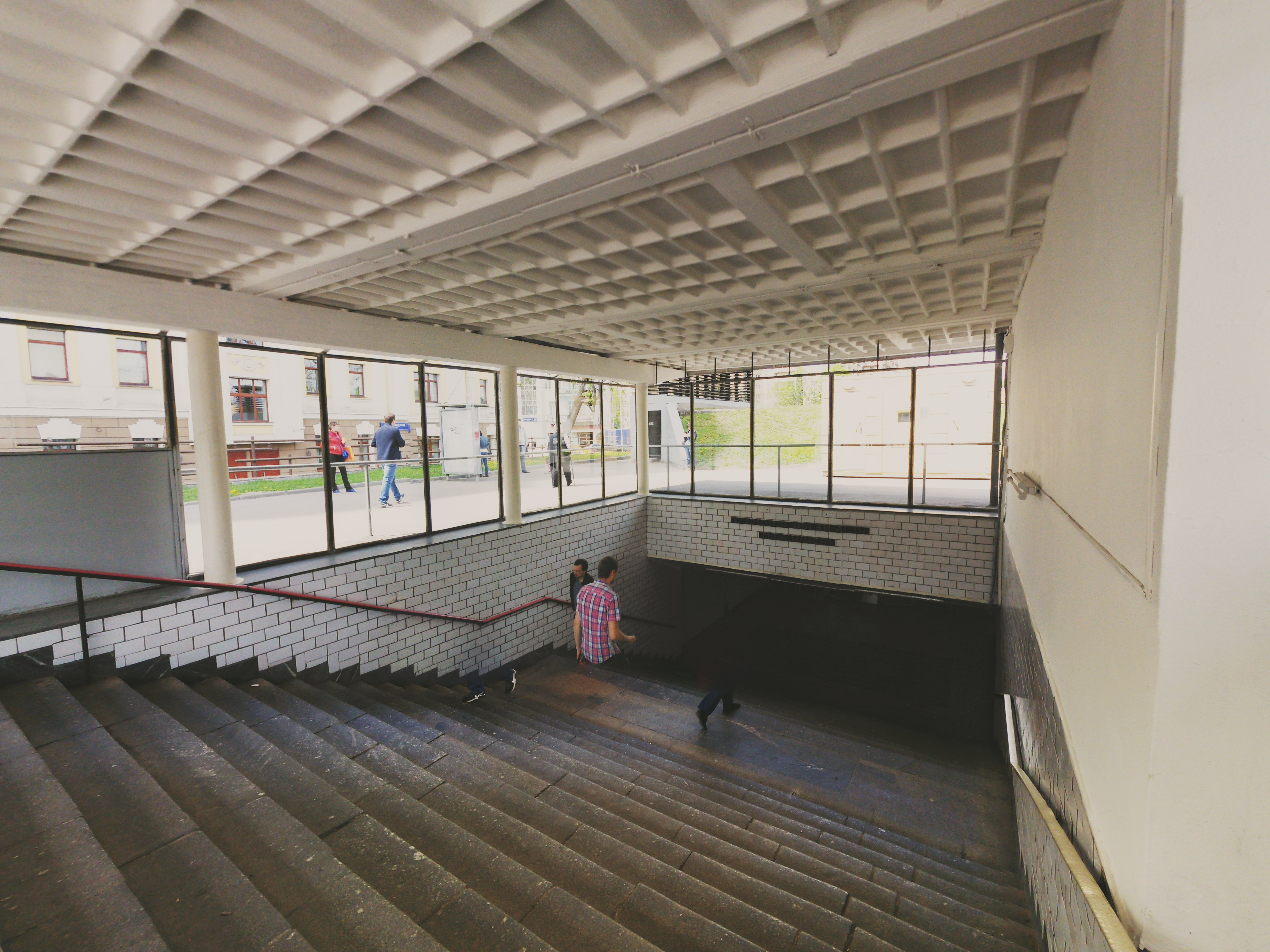
De toegangstrap
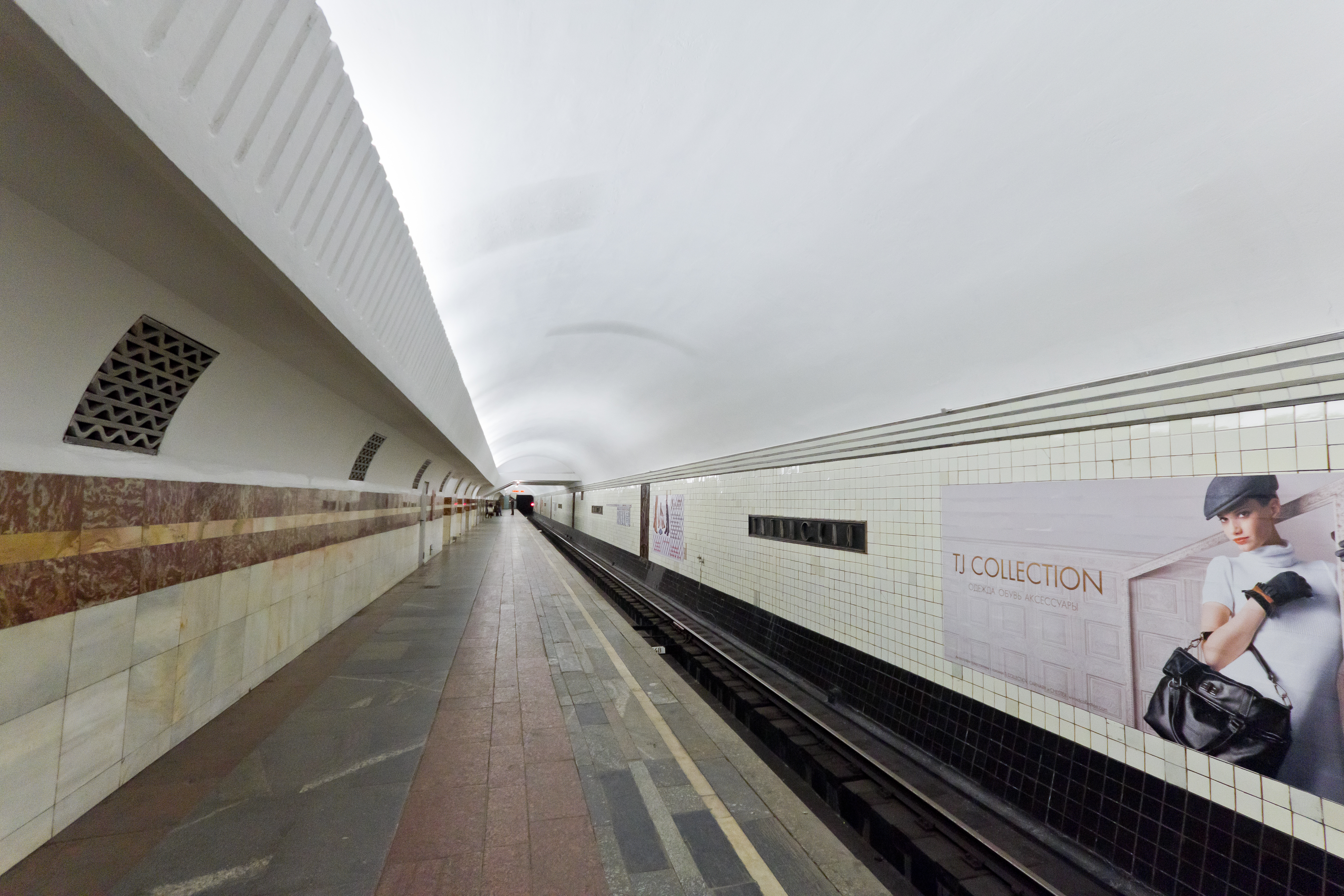
Het perron met de overstapbrug naar Marksistskaja
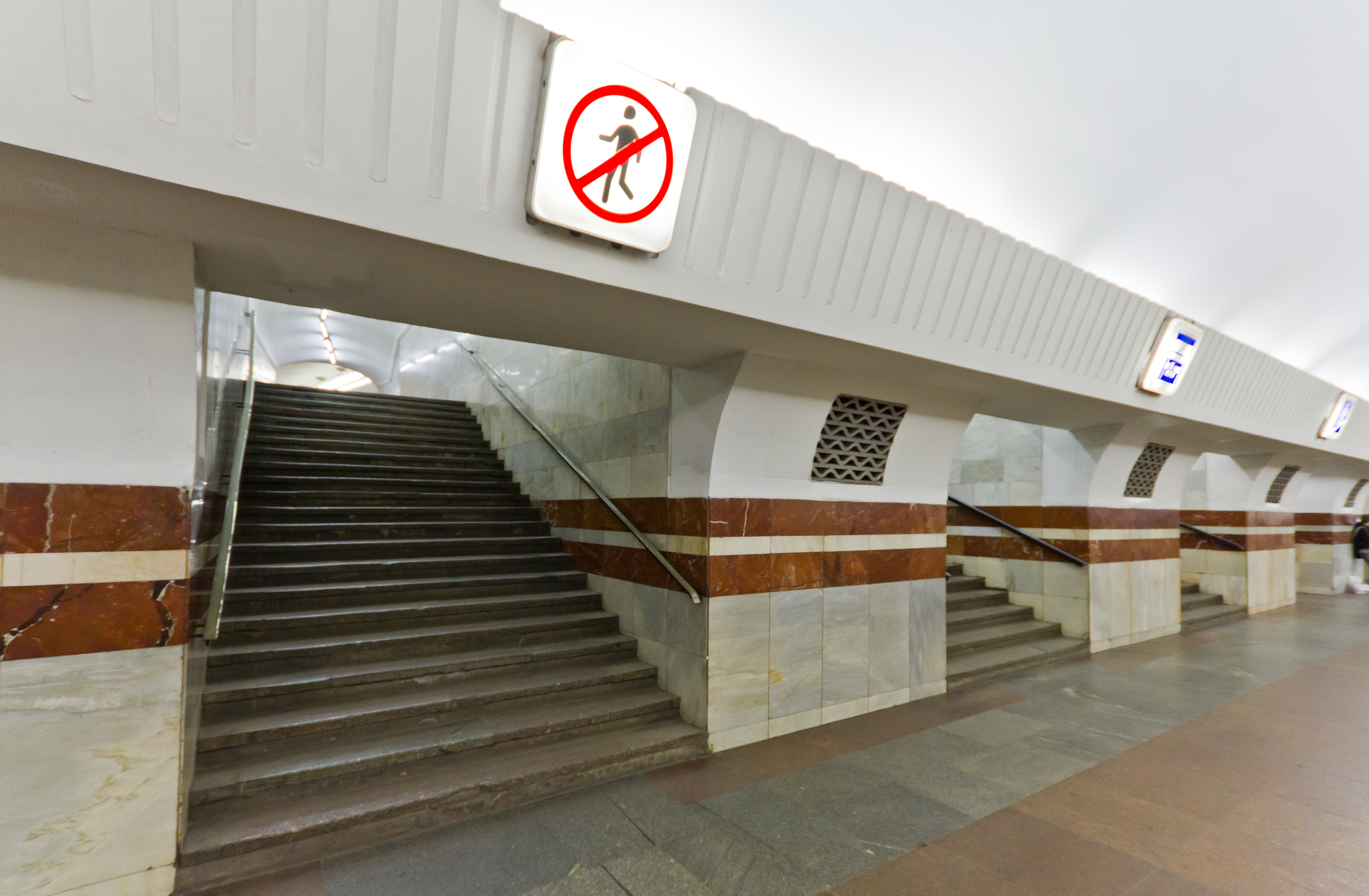
De trappen naar de overstapbrug

## Ligging en inrichting
De verdeelhal van het station ligt onder de Grote Kamenstjikistraat waar deze uitkomt op het Taganskaplein. De verdeelhal is aangesloten op een voetgangerstunnel onder de straat en heeft toegangen aan weerszijden. De verdeelhal is met roltrappen verbonden met de middenhal van het station ten noorden van de verdeelhal. Aan de noordkant van de verdeelhal is eveneens een roltrap voor de overstappers tussen de Tagansko-Krasnopresnenskaja-lijn en de Koltsevaja-lijn. Sinds eind 1979 is er voor de overstappers tussen de Tagansko-Krasnopresnenskaja-lijn en de Kalininsko-Solntsevskaja-lijn een overstapbrug over het spoor in noordelijke richting in het midden van het perron. De stations van de Zjadanovsko-radius zijn vooral gebouwd volgens de standaardontwerpen van Nikita Chroesjtsjov maar Taganskaja ligt dieper en werd als enige als pylonenstation met geprefabriceerde gietijzeren schachtringen, met een diameter van 8,5 meter, gebouwd. Het heeft de strakke functionele stijl van de jaren 60 van de twintigste eeuw. De pylonen zijn afgewerkt met wit marmer met twee biezen van bruin marmer. Boven de biezen bevinden zich ventilatieroosters en in de doorlopende kroonlijst zijn lampen aangebracht die voor een indirecte verlichting van het station zorgen. De vloeren zijn geplaveid met rood en grijs graniet. De tunnelwanden zijn betegeld, witte tegels boven perronhoogte en zwarte daaronder. Op de tunnelwanden zijn naast de stationsnaam negen panelen van de hand van kunstenaar E.M. Ladygin aangebracht met afbeeldingen rond het thema verkenning van de ruimte.

## Reizigersverkeer
Het station werd geopend als eindpunt van de Zjadanovsko-radius en ten noorden van het station liggen overloopwissels waar de treinen in de periode 1966-1971 keerden. Het rollend materieel werd destijds aangevoerd via een verbindingstunnel richting Koerskaja. Deze verbindingstunnel wordt tegenwoordig nog gebruikt voor dienstvervoer. In 2002 werden 22.400 reizigers per dag geteld in de verdeelhal. Het aantal overstappers is aanzienlijk hoger, in 1999 werden per dag 179.200 overstappers naar de Koltsevaja-lijn en 128.800 naar de Kalininsko-Solntsevskaja-lijn geteld. De eerste metro naar het noorden vertrekt doordeweeks om 5:51 uur, op even dagen in het weekeinde om 5:53 uur en op oneven dagen om 5:50 uur. Naar het oosten vertrekt de eerste metro op oneven dagen om 5:51 uur, op even dagen doordeweeks om 5:52 uur en in het weekeinde om 5:53 uur.